# Chidden
Chidden is een plaats in het bestuurlijke gebied Winchester, in het Engelse graafschap Hampshire.